# Lorenzen Wright
Lorenzen Vern-Gagne Wright (Memphis, Tennessee, 4 de novembre de 1975 - Memphis, 19 de juliol de 2010) fou un jugador nord-americà de bàsquet que jugava al Cleveland Cavaliers de l'NBA.